# Tom Blaauw
Thomas Michaël (Tom) Blaauw is een personage uit de Nederlandse televisieserie Gooische Vrouwen, die wordt uitgezonden op SBS6 en Videoland. Ook was hij te zien in de gelijknamige film. De rol van Tom Blaauw werd van 2005 tot en met 2009 en in 2011 gespeeld door Daniël Boissevain. In 2024 maakt hij zijn opwachting in de serie.

## Leven vóór Gooische Vrouwen
Tom krijgt samen met zijn vrouw Anouk Verschuur een dochter: Vlinder Blaauw. Tom en Anouk zijn maar drie jaar getrouwd en gaan dan als vrienden uit elkaar. Tom is ook vaak weg, want hij is piloot. Als hij in 't Gooi is, is hij vaak bij Anouk thuis te vinden, maar heeft ook een eigen huis.

## In de serie

### Seizoen 1
Als een vriendin van Tom, Claire van Kampen, een man wil gaan vermoorden op het vliegveld, weet Tom haar net op tijd tegen te houden, zonder dat hij weet wat ze van plan was. Puur toeval dus. Tom heeft nog weleens een vriendinnetje, maar komt weer terug bij Anouk. Ze hebben een soort affaire. Maar dan duikt hij het bed in met een van de beste vriendinnen van Anouk: Cheryl Morero. Cheryl blijkt zwanger te zijn, maar weet zeker dat het van haar man Martin Morero is. Tom twijfelt maar laat het erbij. Op het zwangerschapsfeestje van de Morero's vraag Anouk Tom ten huwelijk. Tom is zo verbijsterd dat hij wegloopt.

### Seizoen 2
Anouk en Tom gaan dus niet meer trouwen en er zit ook geen relatie meer in. Ze zijn weer gewoon vrienden. Tom heeft ook wel wat anders aan zijn hoofd: hij wil weten of Cheryl zwanger van hem is. Hij bemoeit zich met alles wat met de baby te maken heeft. Hij gaat mee naar zwangerschapsgym en steunt Cheryl, als Martin er weer eens niet is. Op kerstavond krijgt Cheryl weeën en gaat met haar Thaise au pair Tippiwan Sournois op weg naar het ziekenhuis. Daar belt ze al haar vriend(inn)en, en bedrogen echtgenoot Martin, maar niemand neemt op. Tippiwan weet van de onenightstand van Cheryl en Tom en belt Tom op. Hij is er dus wel bij wanneer Remy Morero wordt geboren.

### Seizoen 3
Martin moet van Cheryl het huis uit, want tijdens de bevalling ging hij vreemd. Als de doop van Remy dan komt wijst Cheryl Tom en Willemijn Lodewijkx aan als peetouders. Het is echter nog steeds niet duidelijk wie de vader van Remy is. Tom eist een DNA-test en Cheryl zorgt dat ze wangslijm van haar zoon Remy naar het ziekenhuis kan sturen. Als ze de uitslag in de bus valt, is alleen Martin thuis. Hij opent de brief en komt er dus achter dat Tom en Cheryl het hebben gedaan, maar er staat dat met 0,01% kans het zeker is dat Tom de vader is. Martin kan dus wel opgelucht ademhalen. Tippiwan komt er echter achter dat Cheryl de test heeft laten vervalsen en confronteert Greet Hogenbirk ermee. Tippiwan duwt hierbij Greet van een balustrade af en zij overlijdt. Dan gaat Tippiwan Cheryl chanteren en moet Cheryl het wel aan Martin vertellen. Martin gaat er woedend met Remy vandoor. Op de vooravond van het huwelijk van Willemijn en Evert Lodewijkx komt Martin met Remy en vertelt dat hij Tom gaat beschouwen als donor. Tom heeft hier vrede mee.

### Seizoen 4
Anouk wordt bedreigd door haar ex-vriend Joost en Tom is er voor haar waar hij kan. Als Joost uiteindelijk wordt opgepakt kunnen ze allemaal weer opgelucht ademhalen. Tom krijgt ook een nieuwe vriendin: Kim. Ze lijkt sprekend op Anouk. Als Anouk vertelt dat ze in Dubai gaat wonen zullen Kim en Tom in haar huis komen wonen en voor Vlinder gaan zorgen. Anouk ziet er echter vanaf door toedoen van Claire. Tom gaat ook samen met Kim naar het tweede huwelijk van Martin en Cheryl.

### Seizoen 5
Tom en Kim hadden de huur van hun appartement al opgezegd dus wonen ze nu samen bij Anouk thuis. Anouk slaapt op de bank. Als Anouk met het voorstel komt dat Tom en Kim maar eens lekker op vakantie moet gaan, is Kim gelijk enthousiast. Als ze dan hoort dat Vlinder ook mee moet loopt ze boos weg en maakt het uit. Tom en Anouk groeien weer dichter naar elkaar toe en krijgen weer een relatie. Na een kleine ruzie maken ze het weer goed en zijn ze weer happy samen.

### Gooische Vrouwen
Het is uit tussen Tom en Anouk, maar nog altijd goede vrienden. Als Anouk Vlinder heeft geslagen, gaat Vlinder bij Tom wonen. Tom komt samen met Vlinder naar de nieuwe tentoonstelling van Anouk, maar Vlinder weet dat het niet haar eigen werk is. Ze wil het Tom vertellen, maar Anouk is haar voor en snoert haar de mond. Als Anouk en haar vriendinnen allemaal problemen hebben gaan ze naar Frankrijk. Daar belt Anouk naar Tom en wil Vlinder spreken, maar Vlinder haar niet. Als de dames langer wegblijven begint Tom haar ook te missen. Vlinder wordt echter ongesteld en Tom belt Anouk op, want hij weet niet wat hij ermee aan moet. Anouk komt meteen naar huis en wordt zelfs door de politie begeleid om weer in Nederland te komen. Daar sluit ze Vlinder en Tom weer in haar armen.

### Seizoen 6
....